# Isadora (software)
Isadora è un ambiente di programmazione grafica per Mac e PC che consente il controllo umano dei media digitali ed in particolare la manipolazione in tempo reale di video digitali grazie agli impulsi di movimenti controllati. Il programma, ispirato alla pioniera della danza Isadora Duncan, si basa sull'interfaccia essere umano e computer mediante l'utilizzo di sensori che elaborano i movimenti umani trasformandoli in input per la modifica in tempo reale di video digitali e altre applicazioni collegate alle arti performative ma anche alla riabilitazione motoria e alle varie interazioni tra corpo e tecnologie digitali.
Elaborato da Mark Coniglio insieme alla coreografa Dawn Stoppiello, è la tecnologia utilizzata nelle performance interattive del Troika Ranch. È stato utilizzato anche in progetti di ricerca per la creazione di dialoghi coreografici interattivi real time tra 'palchi' virtuali e o reali situati in luoghi geografici differenti del pianeta, per la riabilitazione motoria in reparti alcune strutture ospedaliere in via sperimentale, per opere vocali interattive e per giochi di luce attivati con il movimento, con il suono o con altra attività umana, principalmente con tecnologie motion capture.
Presentato al Monaco Dance Forum e ad Ars Electronica è stato premiato con:
- 2005 “Eddy” Award, Entertainment Design Magazine, NYC
- 2004 “Statue” Award, Princess Grace Foundation-USA, NYC
- 2004 Special Projects Grant, Princess Grace Foundation-USA, NYC
- 2004 Honorary Mention, Prix Ars Electronica, Linz, Austria
- 2003 Time Out New York Dance Audience “Bessie” Award, NYC